# 얌피에르 에르난데스
얌피에르 에르난데스 곤살레스(스페인어: Yampier Hernández González, 1984년 8월 30일~)는 쿠바의 전직 권투 선수이다. 2008년 하계 올림픽 남자 라이트플라이급에서 동메달을 획득했다.